# Milli Elsinger
Milli Elsinger (vor 1893 – nach 1906) war eine österreichische Theaterschauspielerin.

## Leben
Elsingers Karriere begann 1893 in Elberfeld. Sie war danach im Zentral-Theater Berlin, dann in London, München, am Berliner Thaliatheater, am Residenztheater in Hannover und ab 1900 bis mindestens 1903 am Deutschen Schauspielhaus in Hamburg. 1907 war sie am Stadttheater Krefeld.
Ihre Schwestern Marie Elsinger und Jenny Vandée waren ebenfalls Theaterschauspielerinnen.